# Weinmannia humblotii
Weinmannia humblotii là một loài thực vật có hoa trong họ Cunoniaceae. Loài này được Baill. miêu tả khoa học đầu tiên năm 1885.